# Culex duplicator
Culex duplicator är en tvåvingeart som beskrevs av Dyar och Frederick Knab 1909. Culex duplicator ingår i släktet Culex och familjen stickmyggor. Inga underarter finns listade i Catalogue of Life.